# 北村義和
北村 義和（きたむら よしかず、1925年8月19日 - 1986年5月16日）は、日本の政治家。衆議院議員（1期）。

## 来歴・人物
北海道阿寒郡鶴居村出身。1945年北海道帝国大学農林専門部農学科卒。
大学卒業後、鶴居村農業会技術員、ホクレン農業協同組合連合会理事を経て、1975年から北海道議会議員（釧路支庁選出）を2期務めた。
その後、1980年の第36回衆議院議員総選挙に本名武の後継者として自由民主党公認で旧北海道5区から立候補し当選（当選同期に古賀誠・平沼赳夫・太田誠一・川崎二郎・久間章生・森田一・高村正彦・柿澤弘治など）。1983年の第37回衆議院議員総選挙では自民党公認の北村と中川昭一に加え、保守系無所属で鈴木宗男（中川一郎の元秘書）と武部勤（元北海道議）が出馬する保守乱立選挙となり、そのまま落選し政界を引退。地盤は、子の北村直人が受け継いだ。
1986年5月16日死去。享年60。